# Ajra
Ajra é uma vila no distrito de Kolhapur, no estado indiano de Maharashtra.

## Geografia
Ajra está localizada a 16° 07′ N, 74° 12′ L. Tem uma altitude média de 660 metros (2165 pés).

## Demografia
Segundo o censo de 2001, Ajra tinha uma população de 14.845 habitantes. Os indivíduos do sexo masculino constituem 51% da população e os do sexo feminino 49%. Ajra tem uma taxa de literacia de 75%, superior à média nacional de 59,5%; com 55% para o sexo masculino e 45% para o sexo feminino. 12% da população está abaixo dos 6 anos de idade.